# Henri Namphy
Henri Christophe Namphy (Grande-Rivière-du-Nord, 2 novembre 1932 – Repubblica Dominicana, 26 giugno 2018) è stato un politico e generale haitiano.

## Biografia
Cresciuto senza padre in un villaggio della Grande-Rivière-du-Nord, Henri Namphy frequentò le scuole cattoliche di Port-au-Prince e in seguito studiò all'Accademia militare haitiana.
Negli anni 1980-1982 tentò di riportare in patria 40 esiliati haitiani dalla Florida nel tentativo di rovesciare la presidenza di Jean-Claude Duvalier. Nel 1984 venne promosso a capo della Milice de Volontaires de la Sécurité Nationale (nota come Macoute), una milizia di 7000 uomini che dettava legge nelle strade.
Nel 1986 rovesciò la presidenza di Jean-Claude Duvalier con un colpo di Stato militare sostenuto dalla CIA, divenendo presidente del paese. Acclamato inizialmente come un eroe per aver posto fine al potere trentennale della dinastia Duvalier, le sue promesse di ripristino della democrazia nel paese non vennero mantenute, al contrario instaurò un severo regime militare servendosi dei Macoute in più occasioni.
Nonostante gli appelli alla democrazia dell'amministrazione Reagan nel 1987, le elezioni generali avvenute in un bagno di sangue confermarono la leadership di Namphy. Nel 1988 una farsa elettorale portò alla presidenza Leslie Manigat, vicino all'entourage di Namphy.
Quando Manigat rimosse Namphy dall'incarico di comandante dell'esercito, quest'ultimo tornò al potere grazie a un nuovo colpo di Stato dopo solo 133 giorni dall'insediamento del neopresidente. Dopo un nuovo colpo di Stato ai suo danni nel 1988, Namphy fu costretto a riparare in esilio in Repubblica Dominicana, dove trascorse il resto dei suoi anni.